# Миноносцы типа «Чиклоне»
Миноносцы типа «Чиклоне» (итал. Classe Ciclone torpediniere) — итальянские миноносцы, состоявшие на вооружении королевского ВМС Италии в годы Второй мировой войны. Дальнейшее развитие типа «Pegaso». Решение о строительстве серии из 16 единиц принято в начале 1941 года для компенсации тяжёлых потерь в миноносцах. В ходе войны и послевоенные годы передавались флотам Третьего Рейха, коммунистической Югославии и Советского Союза.

## Конструкция
Ширина, по сравнению с прототипом, немного увеличена для улучшения остойчивости, для упрощения конструкции ликвидированы бортовые топливные цистерны. Уменьшились скорость и дальность.

## Список всех миноносцев
| Италия — миноносцы типа «Чиклоне» | Италия — миноносцы типа «Чиклоне» | Италия — миноносцы типа «Чиклоне»      | Италия — миноносцы типа «Чиклоне» | Италия — миноносцы типа «Чиклоне» | Италия — миноносцы типа «Чиклоне»         | Италия — миноносцы типа «Чиклоне»                                                                                           |
| Имя                               | Позывной                          | Верфь                                  | Заложен                           | Спущен                            | Введён во флот                            | Судьба |
| --------------------------------- | --------------------------------- | -------------------------------------- | --------------------------------- | --------------------------------- | ----------------------------------------- | --- |
| Aliseo                            | AS                                | Navalmeccanica Castellammare di Stabia | 16 сентября 1941                  | 20 сентября 1942                  | 28 февраля 1943                           | передан Югославии 3 мая 1949, переименован в Биоково / Biokovo                                                              |
| Animoso                           | AM                                | Ansaldo Sestri Ponente                 | 3 апреля 1941                     | 15 апреля 1942                    | 14 августа 1942                           | передан СССР 16 марта 1949, переименован в Ладный, 28 августа 1959 потоплен как учебное судно ракетой П-15                  |
| Ardente                           | AD                                | Ansaldo Sestri Ponente                 | 7 апреля 1941                     | 27 мая 1942                       | 30 сентября 1942                          | потоплен 12 января 1943 британской подлодкой P48                                                                            |
| Ardimentoso                       | AZ/AT                             | Ansaldo Sestri Ponente                 | 7 апреля 1942                     | 27 июня 1942                      | 14 декабря 1942                           | передан СССР 28 февраля 1949, переименован в Лютый                                                                          |
| Ardito                            | AR                                | Ansaldo Sestri Ponente                 | 3 апреля 1942                     | 14 марта 1942                     | 30 июня 1942                              | передан Третьему Рейху, потоплен 14 июня 1944 американской подлодкой или диверсантами                                       |
| Ciclone                           | CI                                | CRDA Trieste                           | 9 мая 1941                        | 1 марта 1942                      | 21 мая 1942                               | потоплен 8 марта 1943 после столкновения с морской миной                                                                    |
| Fortunale                         | FT                                | CRDA Trieste                           | 9 мая 1941                        | 18 апреля 1942                    | 16 мая 1942                               | передан СССР 1 марта 1949, переименован в Лётный, потоплен как учебное судно в 1959 году                                    |
| Ghibli                            | GH                                | Navalmeccanica Castellammare di Stabia | 30 августа 1942                   | 28 февраля 1943                   | 24 июля 1943                              | передан Третьему Рейху, затоплен экипажем 25 апреля 1945, позднее пущен на слом                                             |
| Groppo                            | GP                                | Navalmeccanica Castellammare di Stabia | 18 июня 1941                      | 19 апреля 1942                    | 31 августа 1942                           | потоплен 25 мая 1943 после авианалёта                                                                                       |
| Impavido                          | IM                                | Riva Trigoso                           | 15 августа 1941                   | 24 февраля 1943                   | 30 апреля 1943                            | передан Третьему Рейху, потоплен 25 апреля 1944 после столкновения с морской миной                                          |
| Impetuoso                         | IP                                | Riva Trigoso                           | 15 августа 1941                   | 20 апреля 1943                    | 7 июня 1943                               | затоплен экипажем 11 сентября 1943, позднее пущен на слом                                                                   |
| Indomito                          | ID                                | Cantiere navale di Riva Trigoso        | 10 января 1942                    | 6 июля 1943                       | 4 августа 1943                            | передан Югославии 24 апреля 1949, переименован в Триглав / Triglav                                                          |
| Intrepido                         | IT                                | Cantiere navale di Riva Trigoso        | 31 января 1942                    | 8 сентября 1943                   | 16 января 1944 (в составе Третьего Рейха) | передан Третьему Рейху в сентябре 1943, потоплен 21 июня 1944, окончательно уничтожен американскими подлодками 15 июля 1944 |
| Monsone                           | MS                                | Navalmeccanica Castellammare di Stabia | 18 июня 1941                      | 7 июня 1942                       | 28 ноября 1942                            | потоплен 1 марта 1943 в Неаполе после авианалёта                                                                            |
| Tifone                            | TF                                | CRDA Trieste                           | 17 июня 1941                      | 31 марта 1942                     | 11 июля 1942                              | затоплен экипажем в Тунисе 7 мая 1943                                                                                       |
| Uragano                           | UR                                | CRDA Trieste                           | 17 июня 1941                      | 3 мая 1942                        | 26 сентября 1942                          | потоплен 3 февраля 1943 около берегов Сицилии после столкновения с морской миной                                            |